# Nordisk förening för folkdansforskning
Nordisk förening för folkdansforskning (Nff) bildades 1977 i syfte att främja folkdansforskning och för att skapa ett forum samarbete mellan folkdansforskare, både akademiska och amatörforskare.  Den första styrelsen bestod av Henry Sjöberg (Sverige), Egil Bakka (Norge), Henning Urup (Danmark), Sigridur Valgeirsdottir (Island och Färöarna) och Pirkko-Liisa Rausmaa (Finland). Föreningen har genom åren drivit en rad olika projekt varav några har utmynnat i publikationer, till exempel Gammaldans i Norden, Nordisk folkedanstypologi och Norden i dans: folk, fag, forskning. 